# Miodrag Ješić
Miodrag Ješić, szerbül: Миодраг Јешић (Osečenica, 1958. november 30. – Árpatarló, 2022. december 8.) jugoszláv válogatott szerb labdarúgó, hátvéd, edző.

## Pályafutása

### Klubcsapatban
1980 és 1985 között a Partizan, 1985 és 1989 között a török Altay, majd 1989–90-ban a Trabzonspor labdarúgója volt. 1990–91-ben ismét a Partizan csapatában szerepelt. 1992 és 1994 között az Altay csapatában fejezte be az aktív labdarúgást. A Partizannal egy jugoszláv bajnoki címet nyert.

### A válogatottban
1982 és 1984 között nyolc alkalommal szerepelt a jugoszláv válogatottban és két gólt szerzett.

### Edzőként
1997-től haláláig számos csapatnál dolgozott vezetőedzőként a világ 16 országában.
A CSZKA Szofija csapatával a 2004–05-es idényben bajnok, 2006-ban kupagyőztes lett. A Litex Lovecs együttesével 2008-ban kupa, 2007-ben és 2008-ban szuperkupagyőztes lett.

## Sikerei, díjai

### Játékosként
Partizan
- Jugoszláv bajnokság
  - bajnok: 1982–83

### Edzőként
CS Sfaxien
- Arab bajnokok kupája
  - győztes: 2000

 CSZKA Szofija
- Bolgár bajnokság
  - bajnok: 2004–05
- Bolgár kupa
  - győztes: 2006

 Litex Lovecs
- Bolgár kupa
  - győztes: 2008
- Bolgár szuperkupa
  - győztes (2): 2007, 2008

 el-Áttihád Tripoli
- Líbiai bajnokság
  - bajnok (2): 2008–09, 2009–10
- Líbiai kupa
  - győztes: 2009
- Líbiai szuperkupa
  - győztes (2): 2009, 2010

 Yangon United
- Myanmari bajnokság
  - bajnok: 2015